# 売国機関
『売国機関』（ばいこくきかん、The Queen of The Opera）は、原作：カルロ・ゼン、作画：品佳直による日本の漫画作品。ポーランドをモデルとする架空の国家を舞台に、「売国機関」と罵られながらも祖国の平和のために尽力する軍人たちの姿を描く。『くらげバンチ』（新潮社）にて、2018年6月29日から連載中。『コミックバンチKai』の開設に伴い、移籍となった。2021年6月時点で単行本累計部数は25万部を突破。

## ストーリー
西のクライス連邦、東のガルダリケ王国という大国に挟まれた緩衝国家・チュファルテク合同共和国は、連邦寄りの外交方針をとったために、両大国の戦争に巻き込まれ、多大な被害を受けた。両大国の都合による平和が強制されて1年後、共和国は連邦との安全保障条約の締結を発表するが、国内の排外主義者たちは両大国の影響力の排除を訴えて、安保条約に反対し、首相官邸に押し掛けた。
安保条約の調印式は議会で開催されることになっていたが、「実際は首相官邸で行われる」というニセ情報が軍内部に流れ、それに踊らされた群衆が首相官邸に押し掛けたのである。このニセ情報を流したのは、軍務省法務局公衆衛生課独立大隊、通称オペラ座であった。オペラ座の隊長ヨランダ・ロフスキ少佐は排外主義者の掃討を命じるが、部下のジェイコブ中尉が戦死してしまう。
ニセ情報が排外主義者たちに流れたことから、軍の上層部に排外主義者のスパイがいるとにらんだロフスキ少佐はジェイコブ中尉の後任、モニカ・シルサルスキ少尉に情報部と協力してスパイを洗い出すよう命じる。洗い出したスパイを粛正し、排外主義者の残党を内ゲバに追いこんで自滅させたロフスキ少佐は排外主義者の拠点が国内東部にあるという情報を手にし、排外主義者殲滅のために東部へと向かう。

## 登場人物
声の項はコミックス発売を記念して制作されたPVのキャスト。

### チュファルテク合同共和国
ヨランダ・ロフスキ
声 - 内田真礼
本作の主人公。オペラ座隊長で法務課長。自称・売国的愛国奴。貴族出身の陸軍少佐だが、戦場で夥しい犠牲を払って難局を凌いだ悔恨を内心に据え続けている故に、戦争の惨禍を知らず無責任に戦争を言い立てる者たちを憎み、たとえ強制されたものであったとしても平和が永続するよう尽力する。共和国国民としての誇りは高く、自国民でも敵に対しては容赦がない冷酷無比な性格だが、一方でたばこ売りの兄妹のような弱者や戦争を戦い抜いた軍人には優しさを見せることもある。また戦時中に軍の命令で撤退時に東部の住民を見捨てる羽目になったため、東部住民の軍に対する批判を当然の権利と許容するなど公平な人物。
政治や人心に対しては常に懐疑的で辛辣な定見を持ち、内部の敵に対しても事を構える職務上、信頼できる関係の重要さや仲間を失う痛みも熟知しており、部下たちの面倒見は良い。また高級軍人が陥りがちな不正蓄財を軽蔑嫌悪しているため、部隊の酒保は公定価格を保っている。
モニカ・シルサルスキ
声 - 上坂すみれ
陸軍士官学校を首席で卒業した女性士官。初登場時階級は少尉。この作品のもう一人の主人公ともいうべき存在で、狂言回し的な役割である。終戦後の卒業で直後にオペラ座からの引き抜きで法務官として配属されたため、残虐行為に対して耐性がない。基本的に真面目で常識人なため人や世間に対しても穏健で、実践教育も兼ねた現場勤務を通じて知ることとなる過酷な状況に辟易することも多く、ゆえに周囲からはうぶな新兵扱いをされているが、知力や対応力は高く戦争経験のない視点と思考からの能力発揮を期待され、王国との国交回復後にロフスキから王国大使館付警備要員兼連絡担当官や親王国政党党首アドニの護衛などを務める。
オペラ座では唯一の「非塹壕貴族」であるため、当初はロフスキから配属を猛反対されたが、現在ではオペラ座に必要な人材で認められつつある。
見かけによらず大食らいで祝日「脂の木曜日」の恒例行事では他がリタイヤする山のような量のポンチキを完食し、同窓会ではクラスメイトにあまり食べ飛ばさないように予め注意を受けるほどである。
ジェイコブ
オペラ座隊員で陸軍中尉。首相官邸前で排外主義者を掃討中、投降した少年兵に背後から銃撃されて死亡。ロフスキやロッティとは戦場を共にした間柄で信任は厚く、戦死の報を聞いたときにはロフスキは取り乱し、ロッティは実行犯の少年を容赦なく拷問にかけたほど。また、ジェイコブの死後にロフスキは思わずジェイコブに命令を下したこともあった。死後、少佐に昇格。
戦時中を描く過去回やシーンでは、常にヨランダの側で戦いと苦悩を分かち合っている。
ロベルト・ナイマーク
オペラ座隊員で、肩書上は課長代理。陸軍砲兵部隊出身で階級は大尉。褐色で強面な男性。法務官として「地下牢」の全管理を担当する。
ベルナルディーノ・バーク
オペラ座隊員で陸軍中尉。カイゼル髭が特徴の紳士的で大柄な男性。爆発物の扱いに長けており、爆破作業においては腕前を遺憾なく発揮する。
ジャコモ・ロッティ
声- 櫻井孝宏
退役軍医中尉で、現在は嘱託の法医学医としてオペラ座での「尋問」を担当する拷問のスペシャリスト。気さくな性格で軽妙な物腰の優男だが危機に際しても臆さず率先して立ち向かう勇敢さもあり、それを裏付ける理想や良識も持ち合わせているゆえに（自身も含めた）祖国の不甲斐なさに憤る心情も理解しており、非情に任務をこなす一方で心を痛めてもいる。シルサルスキの王国大使館付連絡担当官就任に伴い、補佐役に就く。
リーナ・マートン
オペラ座隊員で陸軍准尉。元衛生兵の女性軍人ながらも多少ガサツな性格の持ち主で、暇さえあれば吸い溜めするチェーンスモーカーでもあり、目の下がやつれている。シルサルスキの教育係として様々な「仕事」を教えるポジションでもあり、彼女の王国大使館付連絡担当官就任に伴い警備要員として職場を共にする。
戦場で鍛えた高い射撃技能のみならず、戦中の自軍内部における深刻な軋轢にも立ち会った経験からストレスに対する洞察力も鋭く、王国大使館職員たちの不満が危険水域にまで達しつつある様相をいち早く察している。また、オペラ座の職務内容が過酷でも上官であるヨランダの「あたまがマトモ」なため職場環境は良いと感じている。
グスタルボ
戦場ではジェイコブ直属の部下で保護者的存在でもあった叩き上げの陸軍軍曹。戦場で負傷して左足を失った上に捕虜となり、帰国後は物乞いに身をやつしていた折にロフスキに拾われる。オペラ座入隊後は義足を着けて勤務している。シルサルスキの王国大使館付連絡担当官就任に伴い警備要員として職場を共にする。
セルジョ・ハイネマン
オペラ座局長を務める恰幅の良い背広姿の男性。貴族出身の退役陸軍大佐。ロフスキの良き理解者で、マスコミ対応や首相との折衝を積極的に引き受け、彼女がやりたいようにさせている。シルサルスキの着任も彼の推薦による。
デイブ・クローリー
ハイネマンの部下で軍務省嘱託のオペラ座職員。背広組（ケース・オフィサー）だがロフスキたち制服組と行動を共にすることも多く、情報収集や分析、作戦行動のマネジメントなども担っている。自身も含めてオペラ座が汚れ役であることを熟知しており、皮肉屋な言動が多い。
情報部部長
モノクルが特徴の陸軍幹部軍人。氏名、階級は明らかになっていない。職務上ハイネマンとの付き合いも長く、オペラ座とは表向き険悪な関係を装って内部の排外主義者割り出しに力を貸し、ロフスキの手腕を評価しつつも「魔女」と評している。現共和国政権の連邦との協調主義政策には現実的観点から妥協しているが内心の不満と不信はハイネマン以上に深い。文民代表としての溝を意識した首相の態度にも諦念と落胆を燻らせており、経済政策を巡ってヒートアップし首相と口論を繰り広げた事もある。そのため、首相を内心毛嫌いしており、本人曰く「王国を愛するくらいには首相閣下を愛している」との事。王国に一矢報いるために過激な社会主義者を利用しようとするなど手段を選ばない。
クーデターが起こり、負傷した。
情報部大尉
共和国軍情報部に属する大尉。情報部部長の命令により首相官邸襲撃事件を引き起こした極右組織に情報を流した軍内部のモグラ（スパイ）調査のためにオペラ座に派遣される。オペラ座を危険視する部長に対して反論し、内部調査を行うべきと進言するなど良識派のように振舞っていたが、実際は外部の極右組織に情報を流していた張本人。部長とロフスキの関係が険悪と判断し、オペラ座を利用して部長のデスクに「首相官邸襲撃計画及び暗殺計画」を仕込んで主犯に仕立て上げようとしたが、オペラ座帰還直後に銃撃され、拘束される。牢獄でロフスキから情報部部長とは当初から炙り出しの為に共に演技をしていた事、仲間である極右組織の子供達も陰謀に利用した告げられると王国と連邦に媚びを売る売国奴と彼女を激しく罵るが、逆に痛めつけられる。そして、彼女の宣言通りに組織の仲間は皆殺しにされ、仲間の死体の写真を見せつけられながら射殺された。
コハンスキ
物語開始時の共和国首相にして、当時の与党「統一国民党」の党首。ずっと首相とのみ表記され氏名は不明であったが、第80話で「コハンスキ」と明記された。連邦への留学経験があり、連邦との協調主義のもとで戦後の復興に尽力しており、オペラ座については体制安定のため必要性を認めつつも、やりすぎだと若干難色を示している。ハイネマンは清廉な人格を評価しているが、ロフスキは馬鹿を見た事がない、人間全部を信じるおめでたい頭だと揶揄している。
ハイネマンや情報部部長を理性的な軍人と高く評価しているが、同時に信用もしておらず、軍事に関する認識も乏しいため二人から内心で反感を持たれる事もある。
共和国の将来的な金本位制復帰のために自国経済を破壊しかねない手段も行おうとする一面もあるが、祖国のために自身の地位を維持する事を固執しない柔軟さを持っている。連邦の圧力により連邦首都の議会を電撃訪問し、選挙での連邦を嫌う国民からの支持を失う事を覚悟しながらも、共和国元首として連邦への謝意と支持表明を行った。直後の選挙では大敗し、統一国民党が議席を大幅に減らしてしまい、首相の地位を失った。
退任後も統一国民党代表を務めているが、大幅な議席減少が響いて党内の統制が取れない状況に陥っている。次期政権安定のために民主共和党党首ペンデレツキと農民党党首シュタインバッハの党首会談を行い、両党の連立調整を行うが、物別れに終わった。その後、ペンデレツキが公正同盟党と手を組んで政権獲得後のマニフェストに呆れる事になった。
アダム・フランソワ
共和国軍少佐。仕事を仕事としてとらえ、情を交えず合理的判断で仕事を進める軍人。王国強硬派の陰謀の対策でロフスキの上官となるが、思想の違いで軋轢がたえない。ロフスキの独断で王国と交戦することになったが、同時に彼女の言い分を理解すると開き直り、戦闘を指揮。王国軍を停戦条約違反の状況に追い込む。その後は武力衝突における共和国軍指揮官として責任を被り、一時失脚。職務を情報部の人事部長と変える。ここでも陰謀に巻き込まれ、公式には死んだことになり、独自の動きを画策する。
マルグリッド・アドニ
親王国路線である公正同盟党党首。共和国東部住民からの支持が強い。周囲からは機会主義者と思われているが、実際は自身を「政治屋」と称し、各政党を振り回す程の強かな女性。他者にも物腰が柔らかい人物だが、内心では周りの人間を「アホ」と見下している。「誰からの期待も裏切らない」ことを公言しており、王国大使ヴァシレヴィチ曰く自分と同類。根回しもなしにペンデレツキ党首に選挙で彼に投票し、民主共和党との連立政権をアシスト。同時にペンデレツキに対する不信任案を乗り切る協力の見返りとして陸相のポストを要求している。
ペンデレツキ
対王国強硬派政党である民主共和党の党首にして、現首相。都市住民から支持を受けている。「穏当な言動に終始し、誰にでも良い顔をする才人」と評される通り、典型的なうぬぼれ屋の自信家の八方美人。政策面も一貫性がないため政局を混乱させている。公正同盟党党首アドニが電撃的にペンデレツキ支持を表明した際には困惑しながらも、政権を得るために彼女と手を組んだが、反王国政党にも関わらず親王国派と連携表明に反発した身内議員によって就任直後に不信任案を出されてしまった。しかし、理由には全く気づいておらず、連邦の裏工作だと勘違いしてる。
アドニの協力によって不信任を乗り切り、数々の政策マニフェストを発表するが、「穀物の段階的な自由貿易（事実上の値上げ容認）をしつつ価格安定のために王国穀物の輸入解禁」や「東部復興財源を廃止し均一な徴税（事実上の減税）を行いつつ巨額財源が必要な共和国の工業化を推進する」、「諸政策の財源は市場活用で確保する（与信枠がほぼ無いのに外債を活用する）」など実状を無視した公約を連発。他政党のみならず、身内の議員すら呆れられる事になった。その為、彼を憂いた軍部にクーデターを起こされてしまったが、首都に戻り陣頭指揮を執って逆にクーデターを鎮圧に成功した。
シュタインバッハ
農民党党首。共和国西部の農家から支持を受けている。農家の代弁者であるため、穀物物価統制の廃止と自由貿易を求めている。人種的には連邦系。連邦を敵視していないが同時に穀物の自由化が認められるのなら連立相手の主義主張に基本的には拘泥しないが、穀物の自由販売が行われれば値段の高騰は必至であり都市住民の主食を直撃する事は避けられない為、都市部に支持を持つ民主共和党とは政策面で対立がある。民主共和党との連立が望ましいと考えられていたが、ペンデレツキが公正同盟党との連立を受け入れた事を裏切りだと考え、民主共和党とは連立を組まなかった。その後、ペンデレツキの公約には前首相同様に呆れ果てる。
トマス
シルサスキの同期。少尉。港湾勤務であったことから、経済関係に強くなり、共和国の金本位制度復帰は産業崩壊を招きかねない危険性を孕むことを見抜く。上層部への進言が評価され、軍も経済に関する知識を身に着ける必要性を痛感した事からハイネマンやオペラ座の面々とも面識を得て、同時に中央へ栄転しているが、本人は多忙を極めている。連邦への訪問により共和国の通貨安定が連邦の掌に握られている現状を認識、軍内部の反連邦感情の状況を密かに内偵している。しかし、身内へのスパイ行為と見做されて、上司や同僚達に疑念を持たれ評判が急落している。シスサルスキ同様、新人故の頼りなさを伺わせる人物であるが、共和国の為に悪名を受けながらも国に尽くす事が出来る良心を併せ持つ。

### クライス連邦
ディアナ・フォン・バルヒェット
連邦軍大佐。双子2児の母。共和国内における公式・非公式の政策折衝を担う合同調整局の実務を統括する立場で、オペラ座にとっては連邦の窓口的存在でもある。共和国に連邦軍が駐留することを肯定する世論づくりのための工作に従事しており、オペラ座やマスコミなどに大量の現金をフェデラル・ビルでばらまいている。ロフスキに対しては同じ女性軍人として比較的友好的である一方、ロフスキは連邦国民としては嫌っているが、軍人としては優秀だと評価している。家庭では優しい母として子育てに励む一方で仕事においては野心家で抜け目ない一面もあり、同じ連邦軍人でも自分が優位に立つ好機は見逃さず、仕切りを阻む存在に対しては容赦が無い。司令系統の違う15師団の麻薬密売スキャンダルを利用して師団長の排除と軍の裏金喝取に成功し、政治的権限拡大も進めつつある。
司令官 兼 大使
連邦軍大将 兼 駐チュファルテク大使。ディアナ直属の上司。王国との戦争で共和国防衛のために連邦軍を出動させられた挙句、終戦後に共和国内で反連邦感情が渦巻いている事に不満を持ち、シルサルスキにも連邦の都合を考えるようにと警告を行っている。
共和国が疲弊した小国故に自らが血を流し続ける現実を哀れに思いながらも、他人事としか考えていない。
過去の共和国防衛戦闘では自国兵士の損害を出したくない思惑から作戦会議では首相に後退と戦線整理を要求し、共和国軍の損害拡大や東部住民が軍から見捨てられる事態を招いた挙句、結局は連邦と王国の軍部隊接触により戦闘する羽目になっている。
師団長
王国に隣接する共和国東部地域に駐屯する連邦陸軍第15師団の師団長。戦後においては合同調整局が同盟維持に不都合となる情報を揉み消す陰で民間での不祥事や軍用麻薬の製造密売による裏金調達などを横行させていたが、東部地域の社会不安が深刻化した上に麻薬が排外主義者の資金源にもなっていることを嗅ぎつけたオペラ座が調査に乗り出したため、表向きは不祥事を認めつつも自身の責任追及をかわすべく証拠隠滅を画策。しかし実務関係者を口封じで殺したことが裏目に出て内部告発が生じ、合同調整局に弱味を握られてしまう。事後処理でも借りをつくる結果となってしまい、最終的には陸軍省恫喝の邪魔と判断したバルヒェット大佐によって自裁の形式で謀殺される。
ロイド・クランゲル
連邦の新聞『フェデラル・アライアンス』で記事を書く年配記者。連邦軍の麻薬密売スキャンダルを隠蔽する対外宣伝工作のために共和国に招待され、オペラ座の案内で東部国境地域の麻薬取り締まり現場へ取材に赴くが、巧妙に状況を利用した事実の「仕込み」に勘付き、あえて共和国側の意図とは距離を置いた記事を書いた。その後も特派員として共和国で取材活動を続けており、オペラ座との付き合いも保っている。
テオドール・バッハ
ロイドの部下で『フェデラル・アライアンス』の若手記者。穏便に立ち回りつつ相手の様子を探るような老獪さを未だ持ち合わせてないゆえに疑問や意見は率直に言う性格だが、現場の印象操作を見抜くことが出来ずにオペラ座の誘導に嵌った記事を書いたためロイドに差し替えられる。納得できずにロイドに抗議するが、ジャーナリストが欺かれる危さを説かれる。
先生
連邦の経済学者。容姿はケインズ卿に似ている。破綻した共和国を自分の理論の実験台にしている。
ローランド
連邦軍事内局中佐。親王国に偏り過ぎている共和国新政権のペンデレツキ内閣の人事に危機感を覚えている。共和国軍に対して連邦に見放されるという危機感を煽る事でクーデターを誘発、親連邦軍事政権の設立を画策する「ブリュメール計画」の策謀と実行を担当。完璧主義者であり、共和国の政治状況が親連邦と言えないのなら反連邦に過ぎないと考えるなど融通が利かず、その辺りをバルヒェットに懸念を持たれている。
ロフスキの経歴を知っており、共和国軍の歴戦の勇士として敬意を表すなど好意的な態度を取る。また、同盟国間は相互信用が不可欠と考えており、彼自身はあくまで共和国を見下している訳ではなく、見捨てる意図もない模様。

### ガルダリケ王国
シスター・テレサ
声- 下屋則子
表向きは修道女として共和国で活動する潜入工作員。神父に同行して民間の慈善活動に勤しみつつ共和国と連邦の分断工作に従事しており、首相官邸での安保条約調印に反対する排外主義者扇動にも裏で関与していたが、本人は決起は時期尚早と判断していた。戦争の被害が大きい東部地域で活動していたこともあり、任務を超えて戦争を「美しくない」ものとして否定する真情を抱くようになり、冷徹に任務を遂行しようとする神父を見限って、独自の行動で体制側に謀略戦を仕掛ける。
神父
シスターと共に聖職者として共和国で活動する潜入工作員。慈善活動のほかにも懺悔の告白も情報源に活用しているが教会は不祥事とは無縁で、地域社会からの信頼も厚いためオペラ座のマークからも完全に外れている。東部地域で収集した連邦軍の麻薬密売スキャンダルの情報をマスコミにリークして共和国の世論操作を企てるが、予想外の情報拡散と民心の過熱による暴動に巻き込まれ死亡。報道では教会も犯罪の温床とする情報も流れたが、最期までシスターの裏切りを知ることはなかった。
オルロフ
駐チュファルテク大使。貴族出身の元陸軍軍人で、軍人時代の階級は中将。戦争で息子を亡くしたことから、共和国に対して遺恨を持ち、共和国を対等な国家と認めず、傲岸不遜な態度をとる。共和国を分断し、再び戦争を起こす気運を作るために人道支援物資を東部に送り、王国系住民を露骨に優遇するなど、共和国民の感情を逆撫でする施策を連発。ルィバイコ武官を無視した独断行動や教会へ圧力をかけるなど、本国の訓令に無い行動を繰り返す。また、貴族の特権と「青い血」の尊さを信じて疑わない典型的な貴族主義者で、貴族以外を「同胞」と見做していない。戦場で戦闘を指揮した経験もなく、共和国で捕虜になった経験のある職員達も侮蔑して見下しているため、部下からの信認は全くない。そのため、オペラ座や連邦からは許し難い存在として嫌悪されており、抹殺対象とされている。シスター・テレサにも見限られ、テレサに使嗾された元捕虜の大使館員に記者会見中に襲撃され、死亡。王国では死は隠匿され、公的には重症を負い、王国本国で療養中に死去とされた。
ルィバルコ
オルロフと共に赴任した駐在武官。初登場時は海軍少佐。オルロフの警護と情報収集、対外工作を担当しているが、陸戦主体の戦争であったため海軍の意向が軽視された経緯もあって戦争には消極的でオルロフとは全く反りが合わず、彼の独断専行に振り回されて気苦労が絶えない。真面目な性格で共和国に対しては基本的には穏健派だが、共和国分断を進める任務にも忠実であるためシスター・テレサからは「つまらない上司」と見なされる。シスターの仕組んだ大使館分断工作に利用され、大使館の命で人道支援団体で働く元捕虜たちの不満を高め、オルロフ襲撃の原因を作ってしまう。オルロフ襲撃時に目と耳を負傷し（因みにコミックの後書きによると、当初ここで爆死する予定だったが、編集の介入により生き残ることになった）、襲撃犯と間違えて、ロッティに発砲してしまう。
その後は王国の情報部により事実上の軟禁に置かれたが、オペラ座のロベルトの接触を得て、彼らとのパイプ構築する事で責任回避と海軍中佐に昇進する事に成功。以降は王国のオペラ座に関する折衝役を担いつつ、新任のヴァシレヴィチ大使の補佐役に付く。
以降はヴァシレヴィチとは比較的良好な関係だが、彼からは「オルロフ大使抹殺を幇助し、その状況を利用して出世した諜報屋の可能性」を若干危惧されている。
イワン・ヴァシレヴィチ
オルロフ死後、後任の駐チュファルテク大使。 伯爵。オルロフと比べて穏当な人物で物腰も柔らかい。ルィバルコからはオルロフと違い「支え甲斐のある大使」と好意的に見られている。やり手の外交官で王国政府の指示により「共和国の分断化及び対連邦従属政策を放棄」させるための工作を行うが、あくまで自身を外交相手（話し合える相手）の立場を越えない事を心掛けている。王国内の強硬派による武力工作が明るみになると分断化工作をすぐさま中断するなど柔軟な思考を持つが、同時に「風見鶏」と王国内では批判的に見られる事もある。
本国からの現場を理解していない訓令や、共和国に対して足並みの揃わない国王や政府要人達からの要望や圧力に苦慮するなど、かなりの苦労人。
国王
ガルダリケ王国の国家元首。国内の不穏な動きを危惧しており、現状の静謐が維持される事を望んでいる。対共和国政策にはあまり興味を持たない。
王国首相
王国の首相。政府内の共和国に対する穏健派と強硬派の対立を内憂外患と考え、頭を痛めている。共和国に対する問題は「メンツと連邦に対する安全保障の問題」と考えて、些事に過ぎないと軽視している。
外務大臣
王国の外相。強硬派の筆頭格で、共和国を見下した発言が多く、ヴァシレヴィチ大使に選挙干渉を超えた対応を行う様に圧力をかける。
陸軍大臣
王国の陸相。穏健派の筆頭格。共和国や連邦と再び戦火を交える事を望んでいないが、ヴァシレヴィチ大使に共和国に対して「選挙干渉程度で穏当な対処」を要望するなど、選挙干渉が結構な強硬策の部類だと理解していない節が見受けられる。

## 用語解説
チュファルテク合同共和国
連邦と王国の緩衝地帯を形成している小国。元々は王国寄りの国家だったが、西側へ憧れから連邦へ接近。阻止しようとした王国と戦争になり連邦が介入した事により国土は荒廃し、経済も疲弊して首都の目抜き通りも閑散としている。以降の国内情勢は安定しておらず、国家主義者や社会主義者の過激派が跋扈し、戦場となった東部では軍用麻薬が蔓延するなど混乱が続いている。通貨はレパブリカルだが、戦時中に共和国政府が一方的に金本位制度からの離脱を行った結果、価値が暴落して急激なインフレーションが進行。国民は自国の通貨を信用しておらず、連邦か王国の通貨を使用している程だが、作中で新通貨ターラー・レパブリカルに移行した。連邦と安全保障条約を結び、連邦軍が駐留しており、思いやり予算を払っている。列車内の臨検も共和国軍将校が同行した上で連邦軍兵士が取り仕切っている状態であり、実質的に連邦の属国に近い。
戦場となった東部と平穏を保ちながらも戦時公費で作物を政府に買い叩かれたため、貧しい農民が多い西部では国民感情に温度差がある。
現与党は「統一国民党」だが、軍事・経済問題で連邦に配慮した政策が国民からは媚売りだと見做されて支持が急落している。
国軍の敬礼は現実世界のポーランドと同様に二指の敬礼である。
クライス連邦
共和国の西に位置する大国。共和国とは同盟と安全保障条約を締結しており、連邦軍を共和国首都や東部に進駐させている。通貨はフェデラル・ビル。連邦が共和国に望んでいるのは王国に対する安全保障上の緩衝と縦深のみであり、常に自国の安全保障と利益を優先した行動を取るため、共和国人の中には反連邦感情を持つ者は多い。また、本国では共和国を経済的植民地とすることを望む一派も存在している。
共和国首都に合同調整局を設置しており、連邦軍と共和国軍の窓口となっている。しかし、上記の通り連邦は共和国の主権を軽んじているため、ロフスキ達「オペラ座」を無視した行動を行う事も珍しくないため、一種の協力関係ながら双方が牽制と陰謀を繰り返している。
ガルダリケ王国
共和国の東に位置する大国。通貨はロイヤル・ノート。過去にはチュファルテク地域を領有していた歴史を持ち、先の戦争では連邦と共和国の軍に撃退され属国化に失敗。その失望感から一部の貴族主義系の王国人は共和国の主権を認めたがらずにおり、「共和国人」ではなく「チュファルテク人」との呼称を行う。現状では共和国と連邦の属国関係を断ち切った上で共和国の併合・属国化を狙うが、政府・閣僚・軍部は穏健派と強硬派と二派に分かれている。また、元首の国王は静謐（現状維持）を望み、王国首相も共和国問題はメンツを除けば連邦に対する安全保障上の問題でしかなく、単なる些事としてあまり関心を持っていない。そのため、王国政府の対共和国の方針は全く足並みが揃っていない。
社会主義思想が国内で広がりつつある模様であり、大使館員の職員がオルグ（社会主義運動の集会）に参加していた事が内務職員に問題視されるなど、明確に敵視されている。
オペラ座
ロフスキ少佐が所属する共和国軍務省法務局独立行動大隊の通称。首相直轄で共和国軍内の防諜を担当する。公式任務においては憲兵としての権限も持つ。新任のシルサルスキ少尉を除き、実戦経験者「塹壕貴族」で構成されている。出所不明の資金源を持ち、情報局に怪しまれる程に金回りは良い。
塹壕貴族
ロフスキ少佐が好んで使う造語で、「血と鉄の試練（実戦）」を経験した戦友、彼女曰く「国のための義務を果たした勇者」を指す。これに該当しないと言う一点においてシルサルスキ少尉の配属に対し、ロフスキ少佐は断固反対の意を見せた。彼女たちオペラ座所属隊員が信頼するに足るかを判断する基準として、経験者であるか否かが重要な要素である。

## 書誌情報
- 原作：カルロ・ゼン、作画：品佳直 『売国機関』新潮社〈BUNCH COMICS〉、既刊11巻（2025年2月7日現在）
  1. 2019年2月15日発行（同年2月9日発売[9]）、ISBN 978-4-10-772153-2
  2. 2019年8月15日発行（同年8月9日発売[10]）、ISBN 978-4-10-772205-8
  3. 2020年3月15日発行（同年3月9日発売[11]）、ISBN 978-4-10-772263-8
  4. 2020年10月15日発行（同年10月9日発売[12]）、ISBN 978-4-10-772325-3
  5. 2021年6月15日発行（同年6月9日発売[4]）、ISBN 978-4-10-772395-6
  6. 2022年1月15日発行（同年1月8日発売[13]）、ISBN 978-4-10-772461-8
  7. 2022年8月15日発行（同年8月8日発売[14]）、ISBN 978-4-10-772525-7
  8. 2023年4月15日発行（同年4月7日発売[15]）、ISBN 978-4-10-772592-9
  9. 2023年11月9日発売[16]、ISBN 978-4-10-772663-6
  10. 2024年8月7日発売[17]、ISBN 978-4-10-772738-1
  11. 2025年2月7日発売[18]、ISBN 978-4-10-772797-8

## ゲーム
三国志大戦
セガのアーケードゲーム。
2020年12月2日より、本作のロフスキをモデルにした呂姫（声 - 種﨑敦美）が登場している。